# Conte di Airlie

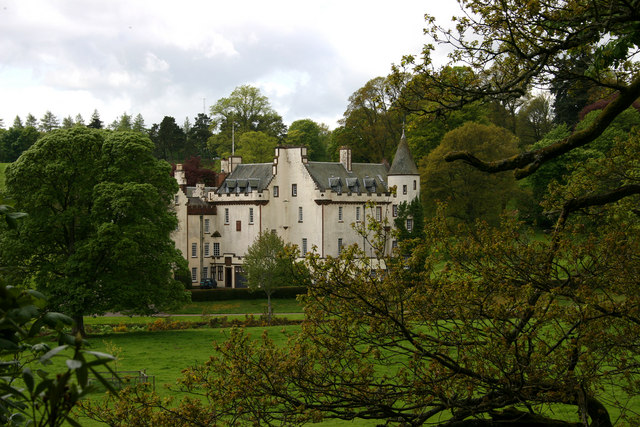
Castello di Cortachy

Il titolo nobiliare di Conte di Airlie venne creato nel 1639 da re Carlo I d'Inghilterra per James Ogilvy, VII signore (lord) Ogilvy di Airlie (1586-1665) in aggiunta al titolo che già deteneva di Signore Ogilvy di Alith e Lintrathen, già concesso all sua famiglia dal 1491.

## Storia familiare
Il clan Ogilvy discende probabilmente da Gillebride, conte di Angus (vissuto attorno al 1150) che ricevette delle terre in dono da Guglielmo I di Scozia. Nel 1440 sir Walter Ogilvy, che era stato gran tesoriere di Scozia dal 1425 al 1431, costruì un castello a Cortachy presso Angus lasciando poi due figli viventi: il maggiore generò sir James Ogilvy (1430 circa-1504 circa), che nel 1491 divenne membro del Parlamento del Regno Unito, mentre il minore fu il progenitore dei conti di Findlater. Questo titolo, creato nel 1638, fu unito a quello di conte di Seafield nel 1711 e cadde poi in disuso nel 1811 alla morte dell'ultimo erede.
James Ogilvy, V signore Ogilvy di Airlie si trovò sulla scena politica durante il regno di Maria Stuarda e di suo figlio Giacomo I d'Inghilterra, trovandosi agli opposti con un parente con cui ebbe diversi scontri.
Il primo Ogilvy ad essere creato conte fu James Ogilvy, VII signore Ogilvy di Airlie, per grazia di re Carlo I d'Inghilterra. James era da sempre un leale aiutante del re qualche anno dopo combatterà a fianco del sovrano nella battaglia di Kilsyth (15 agosto 1645). Uno dei motivi che forse spinsero James a combattere fu il fatto che suo figlio, James Ogilvy, II conte di Airlie (1615 circa-1704 circa), era stato preso prigioniero dagli scozzesi e la vittoria riportata permise il suo rilascio.
Il secondo conte era un leale realista come il padre e combatté strenuamente contro Oliver Cromwell: venne di nuovo catturato e portato alla Torre di Londra dove rimase per quasi tutto il dominio dei repubblicani. Al ritorno della monarchia si schierò con Carlo II d'Inghilterra, con Giacomo II d'Inghilterra ed incredibilmente anche con Guglielmo III d'Inghilterra.
James Ogilvy, IV conte Ogilvy di Airlie (morto nel 1731) si oppose al regime degli Orange e partecipò nel 1715 all'Insurrezione giacobita, volta a rimettere sul trono il deposto Giacomo II d'Inghilterra. la ribellione non ebbe successo e a James vennero revocati beni e privilegi e solo nel 1725 ne ritornò in possesso dopo essere stato perdonato.
Vent'anni dopo David Ogilvy, VI conte Ogilvy di Airlie si unì anch'egli alla causa degli Stuart combattendo gli orangisti nella battaglia di Culloden, ma la casa di Hannover vinse, costringendolo a fuggire in Norvegia e poi in Francia dove prestò servizio militare. Nel 1775 gli venne concesso il perdono reale e nel 1803 morì lasciando il titolo al figlio David che morì però nel 1812 senza lasciare eredi.
Le varie confische di beni e titolo che avevano colpito la famiglia avevano fatto sì che David e i suoi due successori fossero conti de jure e questo costituì un problema per David Ogilvy, il figlio di un cugino, che reclamava il titolo asserendo che la confisca del titolo non colpiva lui che era di un altro ramo della famiglia. La questione fu ampiamente dibattuta e nel 1826 le confische furono abrogate e David ottenne il titolo di conte. Suo figlio David Graham fu un rappresentante dei pari di Scozia per oltre 25 anni ed il figlio di questi, David Stanley servì in Egitto morendo poi nella guerra boera nel giugno del 1900. Suo figlio David Lyulph divenne il padre dell'attuale conte.
Tra i personaggi femminili della famiglia si ricordano Marion Ogilvy (1495 circa-1575) che fu l'amante del cardinale David Beaton, prelato assai vicino a Giacomo V di Scozia e lady Blanche Ogilvy, madre di Clementine Hozier destinata a diventare la moglie di Winston Churchill.

## Signori Ogilvy di Airlie (1491)
- James Ogilvy, I signore Ogilvy di Airlie (1430-1504)
- John Ogilvy, II signore Ogilvy di Airlie
- James Ogilvy, III signore Ogilvy di Airlie
- James Ogilvy, IV signore Ogilvy di Airlie (morto 1549)
- James Ogilvy, V signore Ogilvy di Airlie (morto nel 1606)
- James Ogilvy, VI signore Ogilvy di Airlie (morto nel 1617)
- James Ogilvy, VII signore Ogilvy di Airlie (1585-1665) creato I conte di Airlie

## Conti di Airlie (1639)
- James Ogilvy, I conte di Airlie (1585-1665)
- James Ogilvy, II conte di Airlie (1615-1703)
- David Ogilvy, III conte di Airlie (morto nel 1717)
- James Ogilvy, IV conte de jure di Airlie (morto nel 1731)
- John Ogilvy, V conte di Airlie (1699-1761)
- David Ogilvy, VI conte de jure di Airlie (1725-1803)
- David Ogilvy, VII conte de jure di Airlie (1751-1812)
- Walter Ogilvy, VIII de jure di Airlie (1733-1819)
- David Ogilvy, IX conte di Airlie (1785-1849)
- David Graham Drummond Ogilvy, X conte di Airlie (1826-1881)
- David William Stanley Ogilvy, XI conte di Airlie (1856-1900)
- David Lyulph Gore Wolseley Ogilvy, XII conte di Airlie (1893-1968)
- David George Patrick Coke Ogilvy, XIII conte di Airlie (1926-2023)
- David John Ogilvy, XIV Conte di Airlie (1958-)

Attualmente l'erede è il figlio dell'attuale titolare, David Huxley Ogilvy, lord Ogilvy (nato nel 1991).